# Bahama Village
Bahama Village ist ein Stadtviertel von Key West auf der Insel Key West in den Florida Keys. Der Stadtteil erstreckt sich über 16 Wohnblöcke südwestlich der Whitehead Street und nordöstlich von Truman Annex, begrenzt von der Whitehead, der Southard, der Fort und der Louisa Streets.
Ursprünglich handelte es sich um einen vor allem von Schwarzen bewohnten Stadtteil, weshalb er auch nach seinen vielen ursprünglichen Bewohnern von den Bahamas benannt wurde. Der Eingangsbereich mit einem offenen Flohmarkt, Geschäften und Restaurants wurde eine kleine Touristenattraktion. Zudem befindet sich in diesem Gebiet das öffentliche Schwimmbad von Key West.

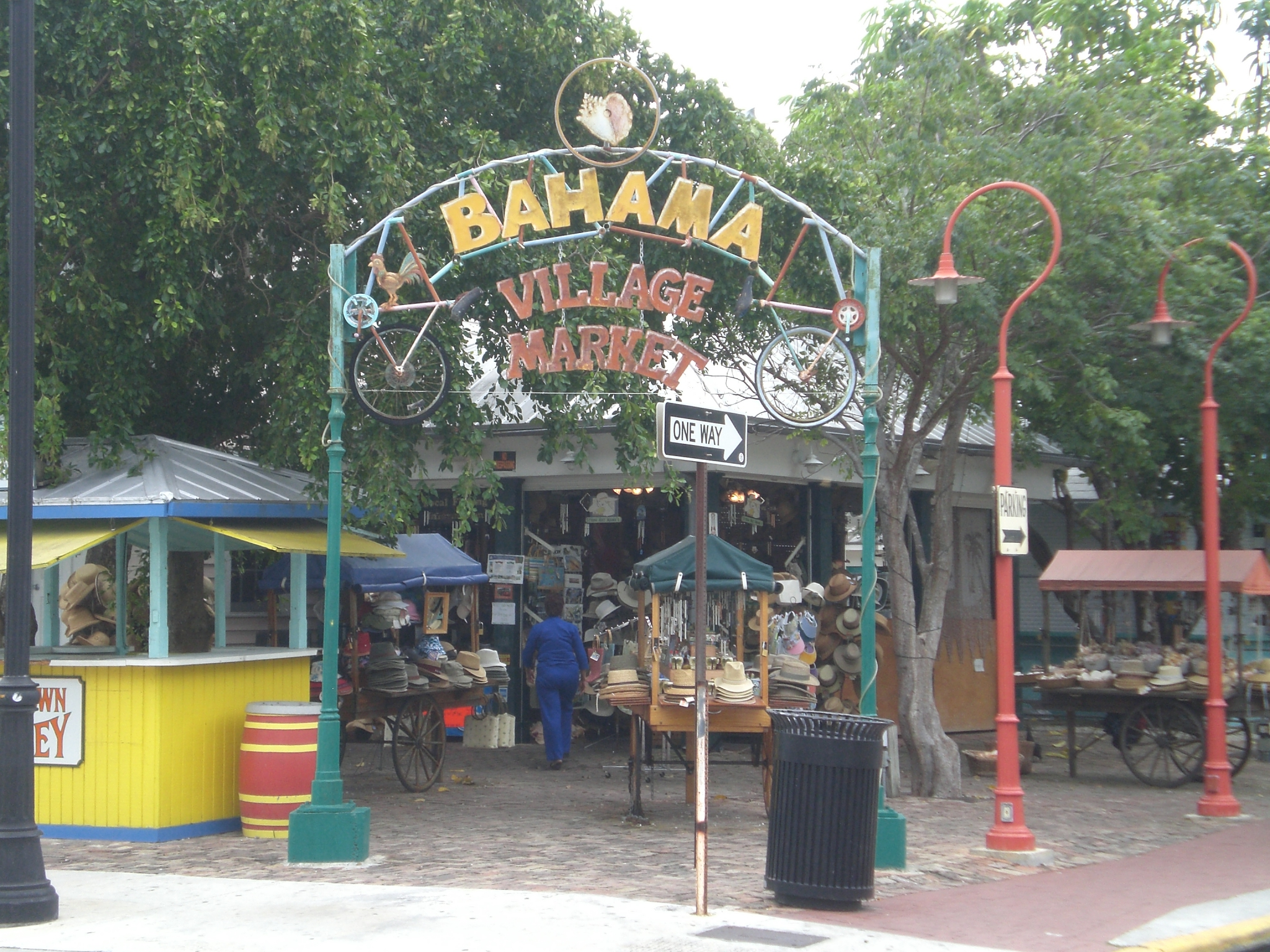
Bahama Village Market in Key West
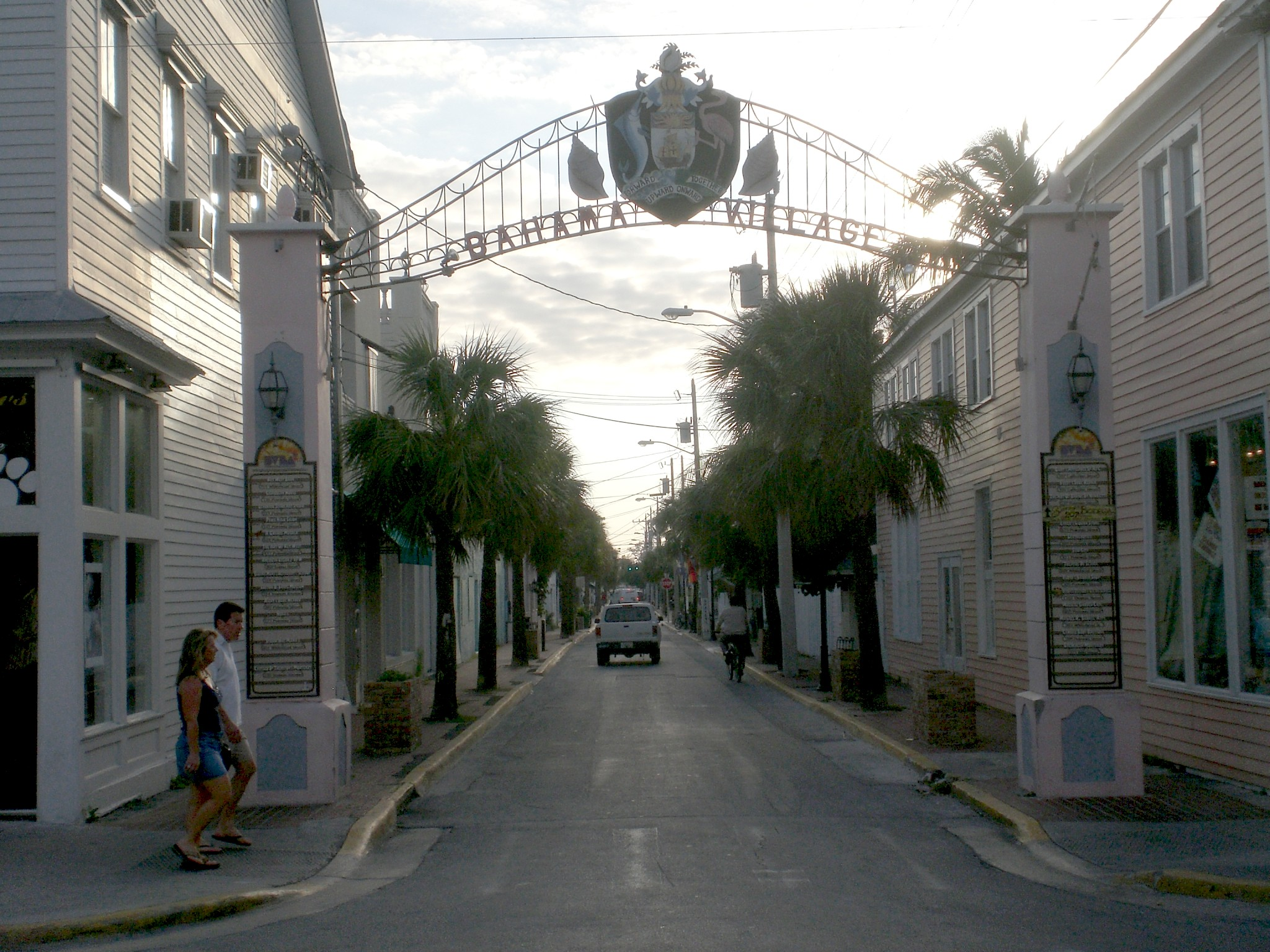
Eingang zur Petronia Street an der Duval Street
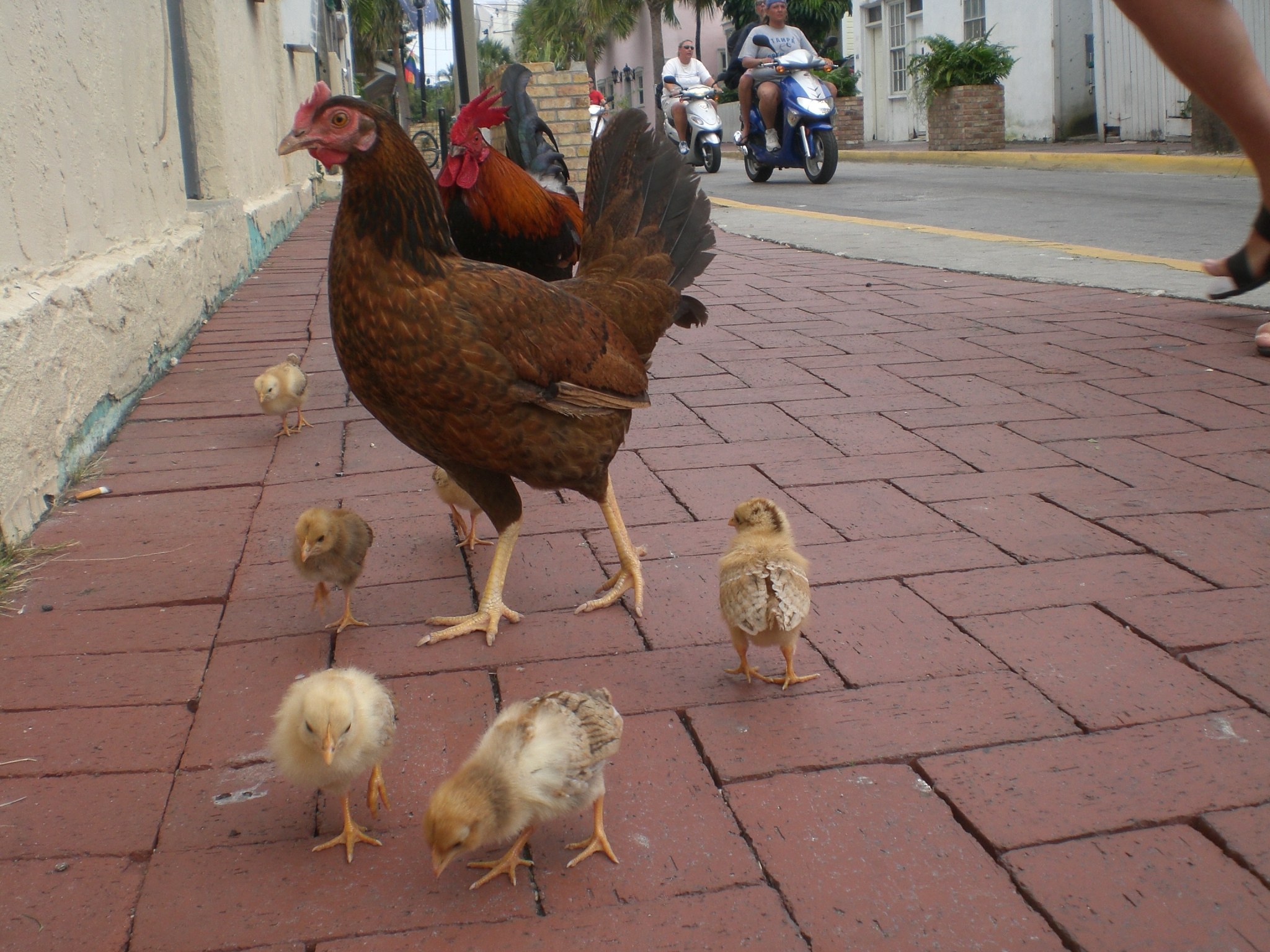
Eine von vielen freilaufenden Hühnerfamilien auf den Straßen von Key West.